# Surinaamse parlementsverkiezingen 2020/Kandidatenlijst/Commewijne
Dit is de lijst van kandidaten voor de Surinaamse parlementsverkiezingen in 2020 in Commewijne. De verkiezingen vinden plaats op 25 mei 2020.
De onderstaande deelnemers kandideren op grond van het districten-evenredigheidsstelsel voor een zetel in De Nationale Assemblée. Elk district heeft een eigen lijsttrekker. Los van deze lijst vinden tegelijkertijd de verkiezingen van de ressortraden plaats. Daarvoor geldt het personenmeerderheidsstelsel. De kandidaten voor de ressortraden staan hieronder niet genoemd.

## Kandidaten
Hieronder volgen de kandidatenlijsten op alfabetische volgorde per politieke partij.

### Alternatief 2020(A20)
1. Rodney Kariodimedjo
2. Merredith Nieveld
3. John Tuinfort
4. Constance Prika

### Democratie en Ontwikkeling in Eenheid(DOE)
1. Mirelva Overman
2. Clyde Silent

### Democratisch Alternatief '91(DA'91)
1. Melinda Bouguenon
2. Stephani Singh

### Hervormings- en Vernieuwingsbeweging(HVB)
1. Johnny Kasdjo
2. Jutta Soekarnsingh
3. Sine Tjokroredjo
4. Soeparman Sawirjo

### Nationale Democratische Partij(NDP)
1. Ann Sadi
2. Rajiv Ramsahai
3. Remi Pollack
4. Enrique Raliem

### Nationale Partij Suriname(NPS)
1. Marlon Budike
2. Manoth Khoemar Sahai
3. Aneka Troenodjoto
4. Bisoendath Jakhari

### Pertjajah Luhur(PL) /Algemene Bevrijdings- en Ontwikkelingspartij(ABOP)
1. Ingrid Karta-Bink (PL)
2. Radjeshkumar Mahabiersing (ABOP)
3. Uraiqit Ramsaran (PL)
4. Evert Karto (PL)

### STREI!
1. Martin Atencio

### Surinaamse Partij van de Arbeid(SPA)
1. Milton Ligorius Blomhof
2. Bhagwandat Ramcharan
3. Joyce Wagijem Simoes
4. Frederik Harold

### Vooruitstrevende Hervormings Partij(VHP)
1. Roy Mohan
2. Soerjani Mingoen-Karijomenawi
3. Mohamedsafiek Radjab
4. Mark Lall

Kandidaten per partij: A20 · 
ABOP · 
BEP · 
DA'91 · 
DNW · 
DOE · 
HVB · 
NDP · 
NPS · 
PALU · 
PL · 
PRO/APS · 
SDU · 
SPA · 
STREI! · 
VHP · 
VVD
Kandidaten per district: Brokopondo · 
Commewijne · 
Coronie · 
Marowijne · 
Nickerie · 
Para · 
Paramaribo · 
Saramacca · 
Sipaliwini · 
Wanica